# Красноармійський сільський округ
Красноармі́йський сільський округ (каз. Красноармейск ауылдық округі, рос. Красноармейский сельский округ) — адміністративна одиниця у складі Денисовського району Костанайської області Казахстану. Адміністративний центр — село Фрунзенське.
Населення — 1556 осіб (2021; 2265 у 2009, 2757 у 1999, 3300 у 1989).
Станом на 1989 рік існувала Красноармійська сільська рада (села Кочержиновка, Красноармійське, Тавриченка, Фрунзенське). Село Тавриченка було ліквідоване 2019 року.

## Склад
До складу адміністрації входять такі населені пункти:
| Населений пункт       | Старі назви | Населення, осіб (1989) | Населення, осіб (1999) | Населення, осіб (2009) | Населення, осіб (2021) |
| --------------------- | ----------- | ---------------------- | ---------------------- | ---------------------- | ---------------------- |
| Кочержиновка, село    | -           | 293                    | 260                    | 179                    | 87                     |
| Красноармійське, село | -           | 495                    | 484                    | 399                    | 273                    |
| --Тавриченка, село    | -           | 360                    | 246                    | 70                     | 2                      |
| Фрунзенське, село     | -           | 2152                   | 1767                   | 1617                   | 1194                   |